# Theo Wallimann

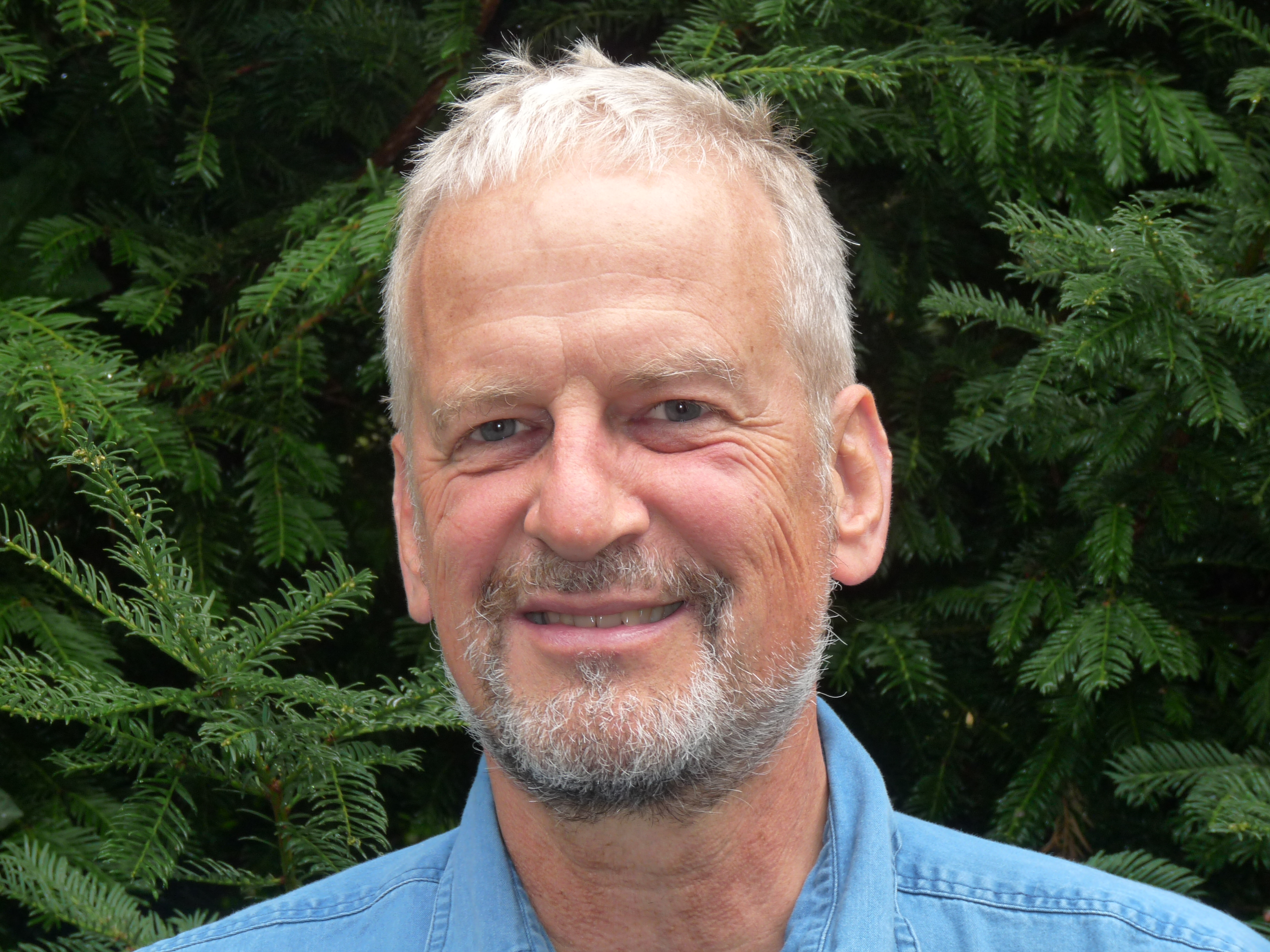
Portrait

Theo Wallimann (* 13. Oktober 1946 in Alpnach, Kanton Obwalden) ist ein Schweizer Biologe. Er war von 1994 bis Mitte 2008 Titularprofessor und Forschungsgruppenleiter am Institut für Zellbiologie, Dept. für Biologie an der ETH Zürich, Schweiz. Das Institut für Zellbiologie wurde später umgesiedelt und zum Institute for Molecular Health Sciences umbenannt. Theo Wallimann war 1995 Leiter und 1996 stellvertretender Leiter des Instituts für Zellbiologie an der ETH Zürich.

## Leben
Theo Wallimann studierte Biologie an der ETH Zürich, wo er im Jahre 1975 bei Hans M. Eppenberger am Institut für Zellbiologie seine Dissertation über Creatinkinase-Isoenzyme und Myofibrillen-Struktur mit Auszeichnung und ETH-Medaille abschloss.
Mit Hilfe eines Auslandstipendiums des Schweizerischen Nationalfonds und der Unterstützung der Muscular Dystrophy Association USA (MDA) arbeitete Theo Wallimann von 1975 bis 1981 als Postdoktorand und Research Associate bei Andrew G. Szent-Györgyi am Biologie Departement der Brandeis University in Boston, USA, auf dem Thema „Myosin-linked calcium regulation of muscle contraction“.
Im Jahre 1981 kehrte Theo Wallimann mit seiner Familie in die Schweiz zurück. Er arbeitete zunächst als Forschungsassistent und dann als Oberassistent am Institut für Zellbiologie der ETH Zürich, wo er sich 1984 habilitierte und als Privatdozent (PD) lehrte. Im Jahre 1994 wurde Theo Wallimann zum Titularprofessor an der ETH Zürich ernannt, wo er am Institut für Zellbiologie mit seiner Forschungsgruppe arbeitete und im Departement für Biologie der ETH Zürich lehrte.
Zentrale Forschungsthemen von Theo Wallimanns Arbeitsgruppe waren die zelluläre Bioenergetik, die atomare Struktur und molekulare Physiologie der Creatin-Kinasen, und der AMP-aktivierten Proteinkinase, die für die Energie-Homöostase und die Regulation des Energiestoffwechsels für Gesundheit und bei diversen Erkrankungen eine wichtige Rolle spielen. Wallimann trat am 31. Mai 2008 von seinem Posten zurück und wurde emeritiert.

## Wissenschaftliche Hauptinteressen
- Die Aufklärung der atomaren Struktur, die molekularen Physiologie und subzelläre Kompartimentierung der Kreatin-Kinasen (CK), sowie des Kreatin-Transporters (creatine transporter, CRT)
- Die biologische Relevanz der intrazellulären Micro-Kompartimentierung und des Metaboliten-Channeling durch Multi-Enzym-Komplexe
- Die zell-unterstützende und neuro-protektive Wirkung von Creatine Supplementation für Gesundheit (Leistungssteigerung; Lernen und Gedächtnis) und für diverse neuro-muskuläre und neureo-degenerative Krankheiten (Zellschutz).
- Die Aufklärung der molekularen Struktur und Funktion der AMP-stimulierten Proteinkinase (AMPK), eine Kinase, die als Regulator des zellulären Energie-Metabolismus und für die Regulation von nährstoffabhängen Zell-Signal-Prozessen für Gesundheit und bei Krankheiten, wie Typ-2-Altersdiabetes, Obesitas, metabolisches Syndrom und Krebs eine grosse Rolle spielt.

## Auszeichnungen
Im Jahr 2005 erhielt Wallimann den Alfred-Vogt-Preis.
und in den Jahren 2023, 2024 und 2025 jeweils den "Leader Award for Biology and Biochemistry" in Switzerland von Research.com.
Im Jahr 2025 wurde Theo Wallimann von der Internatl. Society of Sports Nutrition mit einem "Life-time Achievement Award" für seine Forschung über das „Creatine Kinase System und Creatine for Life“ ausgezeichnet, anlässlich des internationalen Kongresses „Creatine for Health“ vom 12.–16. März 2025 in München.

## Internationale Konferenzen
Theo Wallimann organisierte zusammen mit Roger Harris, GB, die Internationale CREATINE-2015 Konferenz über „Creatine in Health, Sport and Disease“ (20.–25. April 2015) in Laufen, Deutschland. Die auf diesem Kongress gehaltenen Vorträge wurden in einen Spezialband der Zeitschrift Amino Acids (Springer Verlag) (Aug. 2016) Vol 48 (8): 1439–2199 publiziert.